# Na Yoon-sun
Na Yoon-sun (Szöul, 1969. augusztus 28. –) dél-koreai dzsesszénekesnő.

## Pályafutása
Szülei zenészek: apja, Na Young-soo (나영수) karmester, anyja, Kim Mi-jung (김미정) musicalszínésznő. Na Yoon-sun a  koreai Konkuk University-n tanult francia irodalmat. Egy divatcégnél kezdett dolgozni, és a Hakchon Theater Company társulatának elnöke volt. Ötéves korától tanult a zongorázni, de tizenhárom évesen abbahagyta. Irodalmi tanulmányait folytatott. 1992-ben diplomázott. Színészként ott mutatkozott be a Subway Line 1 című musicalben. Ezután több musical előadásában vett részt. Szerepeivel több díjat is elnyert.
1995-ben Párizsba ment az éneklést tanulni. A francia dal szeretetét szülei még gyermekként belé oltották. Többek között Nadia Boulanger és Lili Boulanger Konzervatóriumbában is tanult.
1996-1997-ben párizsi klubokban kezdett fellépni. Felfigyelt rá a nagybőgős Jacques Vidal, és meghívta a Ramblin' (1999) című lemezén közreműködni. Közben továbbra is a klubokban énekelt, amellett fellépett fesztiválokon is.
2001-ben kiadta első − Reflections című – albumát, amelyet Koreában forgalmazott a Sony Music. Ez az album (párizsi éveinek hatására is) sikert aratott, aminek következtében Koreában is turnéi lehettek. Eközben Franciaországban egy zenész barátaival kvintettet alapítottak, és két albumot adtak ki. Díjakat kapott, így a 2005-ös év legjobb fiatal művészének nyújtott koreai díjat, valamint a Jazz à Juan Révélations verseny fődíját is.
Tíz évig Párizs és Szöul között felváltva élt, de voltak koncertjei Franciaországban és az Egyesült Államokban is, többek között a Lincoln Centerben.
2009-ben kiadta a Voyage című új albumát a Németországban, európai zenészekkel. Ekkor turnézni kezdett Európában (Franciaország, Anglia, Németország, Spanyolország, Svédország, Finnország, Lengyelország, Észtország, Svájc) és Ázsiában (Dél-Korea, Kína, Malajzia),  továbbá Kanadában.

## Albumok
- 2001: Reflet
- 2002: Light for the People
- 2003: Down by Love
- 2004: So I Am...
- 2007: Memory Lane
- 2008: Voyage
- 2010: Same Girl
- 2013: Lento
- 2017: She Moves On
- 2019: Immersion
- 2022: Waking World

## Díjak
- Chanson competition (French Cultural Center, South Korea; 1989)
- Festival de Jazz de Montmartre (France), második helyezett (1998)
- France St-Maur Jazz (France), Winner (1998)
- Concours national de jazz de la Défense (France), a zsűri díja (1999)
- This year's jazz singer award (South Korea) (2000)
- The 1st Korea Pop Music Awards for Best Crossover (2004)
- Antibes ‘Jazz a Juan’ (2005)
- Today's popular music Awards Young Artist Award (2005)
- The 5th Korea Pop Music Awards for Best Jass&Crossover
- 6th Korea Best Pop Music Jazz Album Award (2009)
- Chevaliers of the Ordre des Arts et des Lettres (2009)
- BMW Welt Jazz Award, második helyezett (2010)
- The 8th Korea Best Pop Music Jazz Crossover Jazz Album (2011)
- Eco-Jazz foreign female artists of the year (2011)
- The 3rd Pop Culture Awards Prime Minister's commendation (2012)

## Filmek
- Na Yoon-sun az IMDb-n